# Chagny (Ardennes)
Chagny ist eine französische Gemeinde mit 172 Einwohnern (Stand: 1. Januar 2022) im Département Ardennes in der Region Grand Est (vor 2016 Champagne-Ardenne). Sie gehört zum Kanton Nouvion-sur-Meuse im Arrondissement Charleville-Mézières.

## Lage
Chagny liegt etwa 22 Kilometer südsüdwestlich von Charleville-Mézières. Umgeben wird Chagny von den Nachbargemeinden Baâlons im Nordwesten und Norden, Omont im Norden und Osten, Louvergny im Südosten, Marquigny im Süden, La Sabotterie im Südwesten, Jonval im Südwesten und Westen sowie Bouvellemont im Nordwesten.

## Bevölkerungsentwicklung
| Jahr                       | 1962 | 1968 | 1975 | 1982 | 1990 | 1999 | 2006 | 2019 |
| -------------------------- | ---- | ---- | ---- | ---- | ---- | ---- | ---- | ---- |
| Einwohner                  | 185  | 173  | 130  | 127  | 128  | 131  | 165  | 182  |
| Quellen: Cassini und INSEE |      |      |      |      |      |      |      |      |

## Sehenswürdigkeiten
- Kirche Saint-Pierre aus dem Jahr 1768

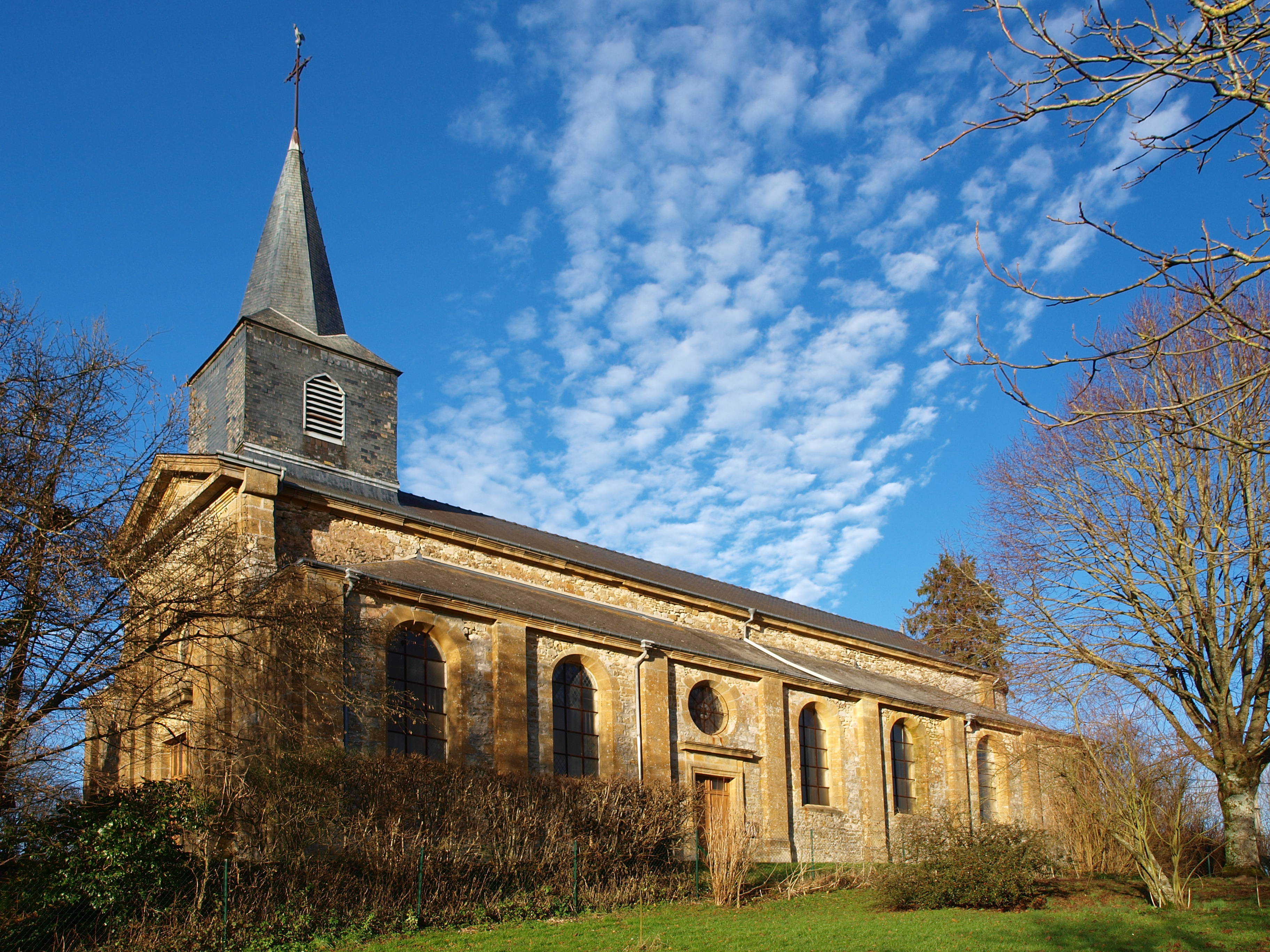
Kirche Saint-Pierre